# День кримського спротиву російській окупації
День кримського спротиву російській окупації — пам'ятна дата на річницю проведення мітингу кримських татар та українців у місті Сімферополі на підтримку територіальної цілісності України. Була відзначена один раз в 2016 році відповідно до Постанови Верховної Ради України № 3807 від 2 лютого 2016 р. «Про відзначення пам'ятних дат і ювілеїв у 2016 році», в подальшому офіційно не відзначалась. Цього дня 2014 року у Сімферополі відбувся мітинг на підтримку територіальної цілісності України та проти проведення позачергової сесії Верховної Ради Криму. Учасниками мітингу були представники кримськотатарської громади, активісти руху «Євромайдан Крим», члени ГО «Армія спасіння», представники Конгресу українських націоналістів, ультрас ФК «Таврія» та окремі особи, не залучені до діяльності жодних організацій.
25 лютого під будівлею кримської Верховної Ради відбувся проросійський мітинг, організований організацією «Кримський фронт» та «козацькими» організаціями. Учасники акції вигукували проросійські гасла та вимагали відокремлення від України шляхом проведення референдуму. Перед мітингувальниками виступив голова Верховної Ради АРК Володимир Константинов, який оголосив про проведення 26 лютого позачергової сесії. У ЗМІ з'явилася інформація про те, що на сесію може бути винесено питання про вихід Криму зі складу України.
26 лютого під стінами Верховної Ради АРК паралельно відбулися 2 акції: проукраїнський мітинг, організований Меджлісом кримськотатарського народу, рухом «Євромайдан Крим» та іншими проукраїнськими організаціями, котрий зібрав до 10 тисяч учасників, та проросійський чисельністю близько 700 осіб, ініціатором якого стала партія «Руська єдність». Через незадовільні заходи безпеки, вжиті правоохоронцями, між проукраїнськими та проросійськими учасниками мітингів сталися сутички, у результаті чого загинули 2 людини. Проросійський мітинг був відтіснений до внутрішнього двору кримської Верховної Ради, а призначена днем раніше сесія парламенту була скасована.
На наступний день озброєні російські спецпризначенці захопили будівлі Верховної Ради АРК та Ради міністрів АРК у м. Сімферополі.
26 лютого 2020 року Президент Володимир Зеленський заявив про підписання указу про встановлення 26 лютого в Україні Дня спротиву окупації Автономної Республіки Крим та міста Севастополя як щорічної пам'ятної дати.